# Borsod-Abaúj-Zemplén
Borsod-Abaúj-Zemplén (IPA: [borʃod ɒbɒuːj zɛmpleːn]) és una província d'Hongria o megye situada al nord-est del país (anomenada comunament «Nord d'Hongria»), fent frontera amb Eslovàquia. Limita amb les províncies de Nógrád, Heves, Hajdú-Bihar i Szabolcs-Szatmár-Bereg. La capital de Borsod-Abaúj-Zemplén és Miskolc.
Borsod-Abaúj-Zemplén és la segona província d'Hongria tant pel que fa a la seva extensió com per població.